# Münzstätte Grünthal

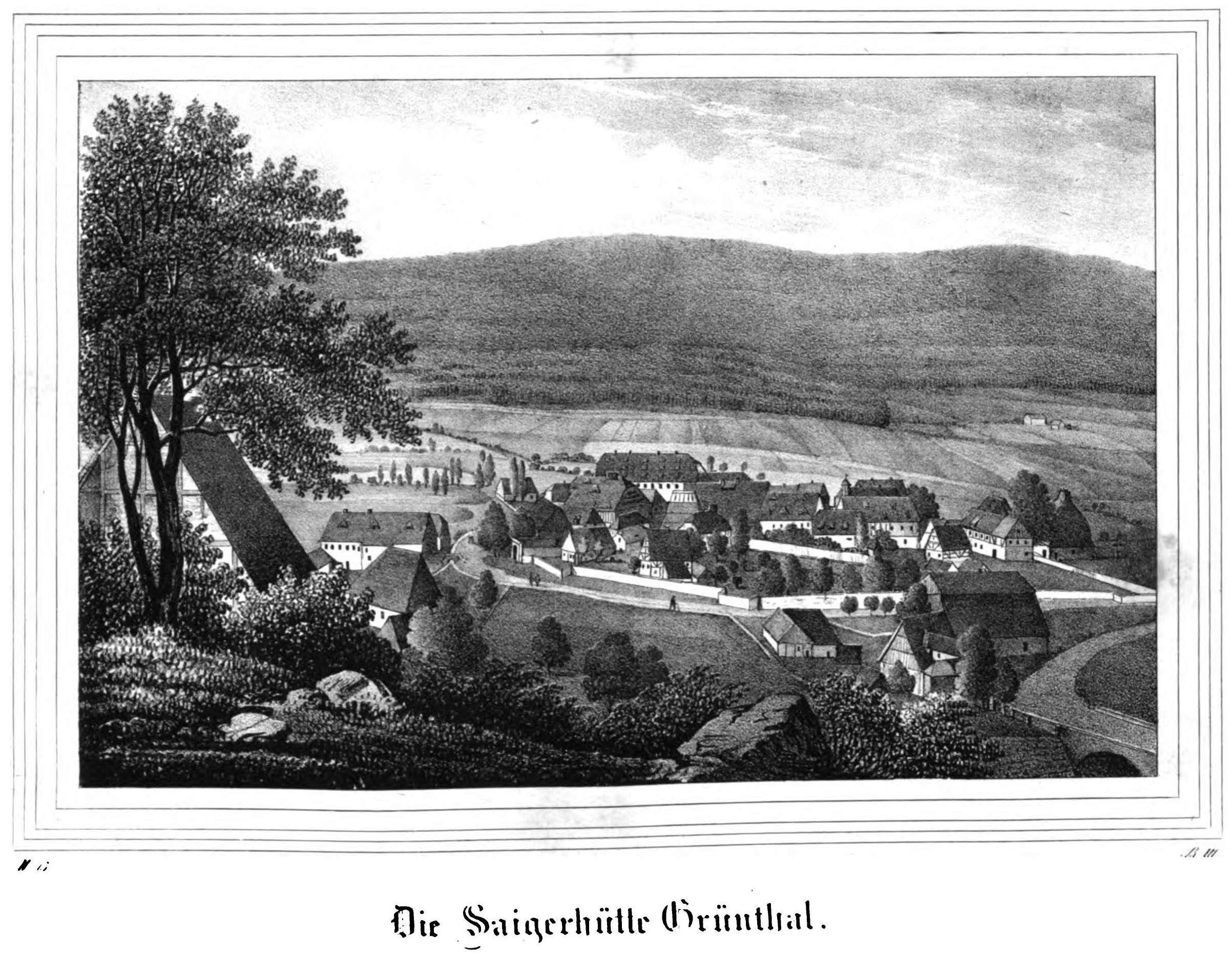
Die Saigerhütte Grünthal 1832. Bis 1825 befand sich hier die „Pfennigmünze zu Grünthal“

Die Münzstätte Grünthal wurde im „Althammer“ der Saigerhütte Grünthal im Erzgebirge unweit Olbernhau in der Kipper- und Wipperzeit im Jahr 1621 als Filiale der Münzstätte Dresden eingerichtet. Nach dem Ende der Kipperzeit und der Rückkehr zur Reichsmünzordnung ließ Kurfürst Johann Georg I. (1611–1656) die Münze 1623 schließen. Von 1752 bis 1755 wurde die Kapazität des Hammers erneut für die Münzprägung genutzt. In diesem Zeitraum prägte die Münze Kupfermünzen für das Königreich Polen. Von 1804 bis zur endgültigen Schließung des Münzbetriebes im Jahr 1825 erfolgte die gesamte Kupferausmünzung für Sachsen in Grünthal. 

## Geschichte

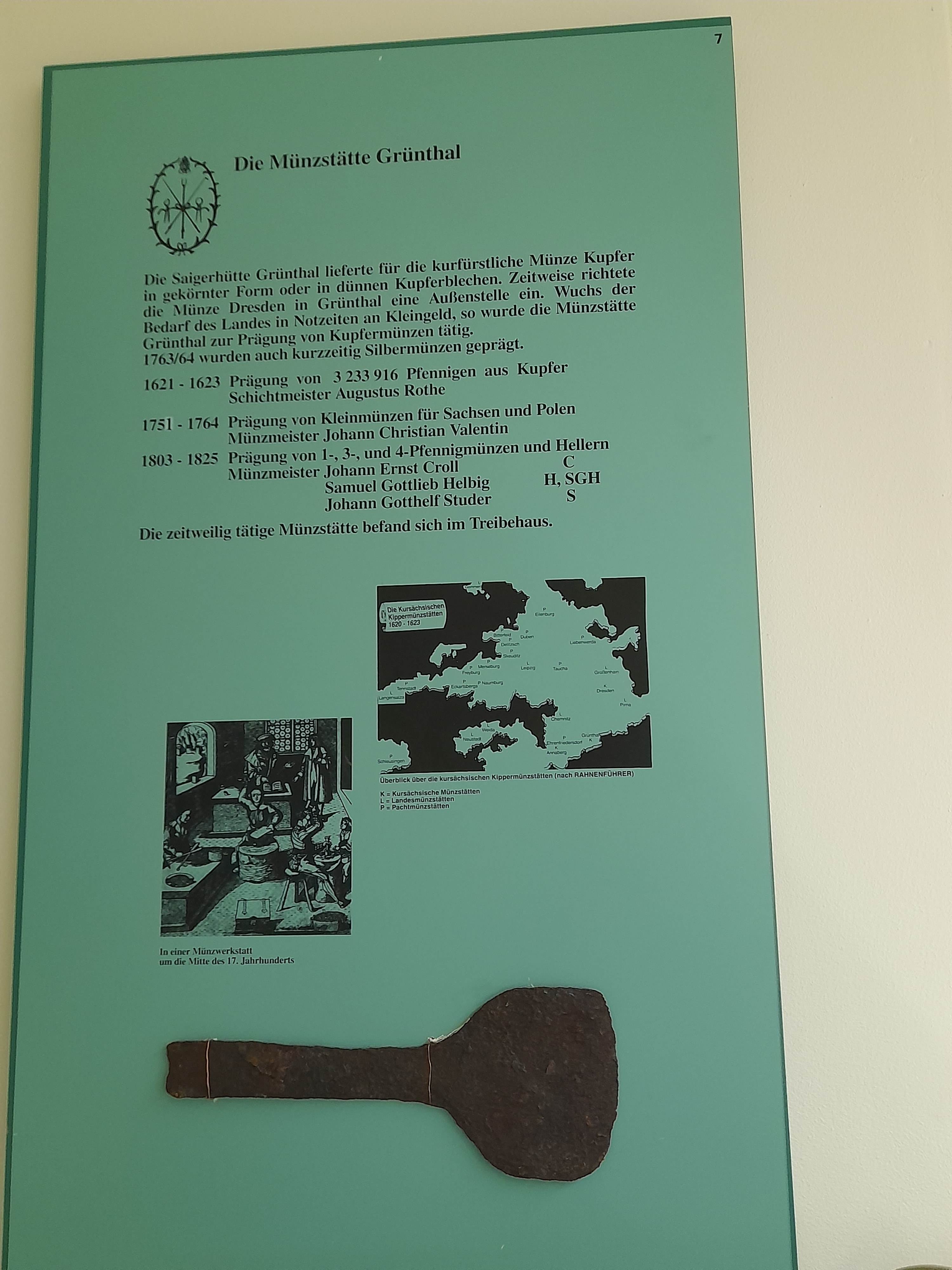
Geschichte der Münzstätte Grünthal (Ausstellung im Kupferwarenlager)

### Kipper- und Wipperzeit
In der Zeit der Geldverfälschung, der Kipper- und Wipperzeit, wurde die Monopolstellung der Dresdner Münze mit der Errichtung von Kippermünzstätten durchbrochen. 
Kurfürst Johann Georg I. von Sachsen ließ im Althammer der Saigerhütte Grünthal von 1621 bis 1623 einseitig geprägte Billonpfennige ohne Münzmeisterzeichen herstellen. Die Münzstätte Grünthal war die einzige sächsische Kippermünzstätte, die auf die Prägung von Pfennigen spezialisiert war. Eine weitere Besonderheit war, dass die Münzstätte nicht wie die zahlreichen anderen Land- und Pachtmünzen der Kipperzeit selbständig münzte, sondern dem Dresdner Münzmeister Heinrich von Rehnen unterstand. Die Hütte war seit 1567 im Besitz der Wettiner, wodurch sich die übergeordnete Leitung der Münze durch den „Kurfürstlich-Sächsischen Münzmeister“ erklärt. Die Prägung der Pfennige ließ der Hüttenschreiber und Schichtmeister August Rothe mit den in der Münzstätte Dresden geschnittenen Stempeln ausführen. Mit dem Ende der Kipperzeit im Jahr 1623 wurde im Kurfürstentum Sachsen wieder nach der Reichsmünzordnung geprägt, der Kurfürst August (1553–1586) 1571 beigetreten war. Georg I. ließ die Kippermünzstätte 1623 schließen.
Carl Christoph von Brandenstein war kurfürstlicher Kammerrat und Ratgeber des Kurfürsten. Die Prägung der Kippermünzen lag in Sachsen in seiner Verantwortung. Er suggerierte dem Kurfürsten, das Land könne aus der Dresdner Münze nicht ausreichend mit Geld versorgt werden. Auf seine Anordnung wurden zahlreiche neue Landmünzen angelegt und verpachtet. Über sein Wirken ist wenig bekannt, da wahrscheinlich allzu aufschlussreiche Akten beseitigt wurden.
Siehe auch: Kippertaler

### Kupfermünzen für Polen
Im Zusammenhang mit den Bestrebungen, das polnische Münzwesen zu reformieren, wurde die Kapazität des Althammers von 1752 bis 1755 erneut für die Münzprägung genutzt. Für das Königreich Polen prägte die Saigerhütte Grünthal Szelagi (Schillinge) und Groszy (Groschen im Wert von 3 Schillingen) mit dem Brustbild Augusts III. (1733–1763) und dem gekrönten Wappenschild in Kartusche. Die Kupfermünzen tragen kein Münzmeisterzeichen. Da seit 1749 in der Münzstätte Guben (Gubin), in der Nähe der damaligen polnischen Grenze, diese  Nominale ebenfalls geschlagen wurden, ist eine sichere Zuordnung der Münzen zu einer dieser beiden Münzstätten nicht möglich. In beiden Münzstätten wurden große Mengen geprägt. Allein im Jahr 1753 waren es rund 25.000.000 Schillinge und 260.000 Groschen. Die Ausprägung der Gold- und Silbermünzen für Polen erfolgte in der dafür spezialisierten Münzstätte Leipzig. Als im Jahr 1756 die preußischen Armeen Friedrichs II. im Siebenjährigen Krieg Sachsen besetzten, wurden die Prägungen eingestellt.

### Verlegung der Kupferausmünzung von Dresden nach Grünthal
Die kurfürstliche Saigerhütte lieferte bis 1802 die Platten für die Herstellung der Kupfermünzen an die Münzstätte Dresden. Die hohen Transportkosten führten 1803 zum Versuch, direkt am Herstellungsort der Münzrohlinge die Kupfernominale zu prägen. Die in Grünthal geprägten ersten Münzen waren Dreier ohne Münzmeisterzeichen mit der Inschrift III/PFENNIGE/1803 und die kurz darauf geprägten Pfennige. Die Münzen waren qualitativ nicht von denen in Dresden geprägten zu unterscheiden. Daraufhin wurde 1804 die gesamte Kupferausmünzung von Dresden nach Grünthal verlegt. Das waren die genannten Pfennige und Dreier sowie die ab 1805 geprägten Heller und die 4-Pfennig-Stücke ab der Jahreszahl 1808.

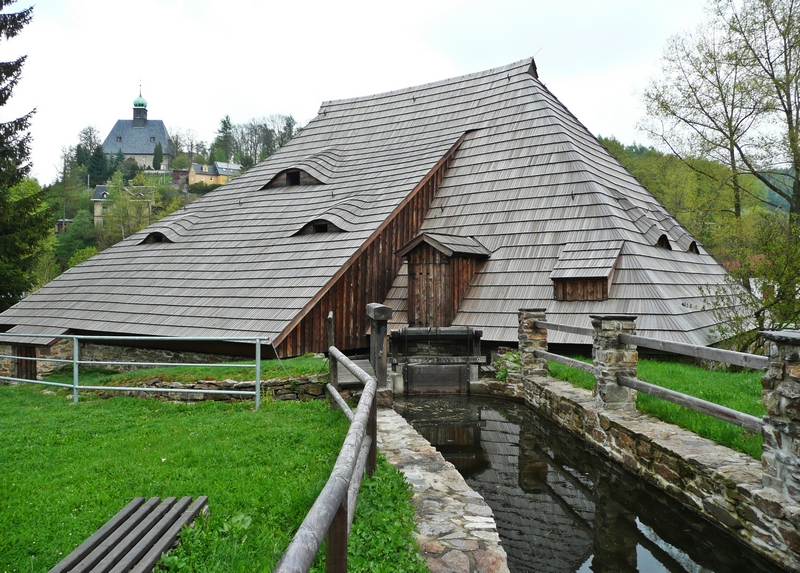
Blick auf den „Althammer“, ehemaliger Standort der Münzstätte, im heutigen Museumskomplex Saigerhütte Grünthal

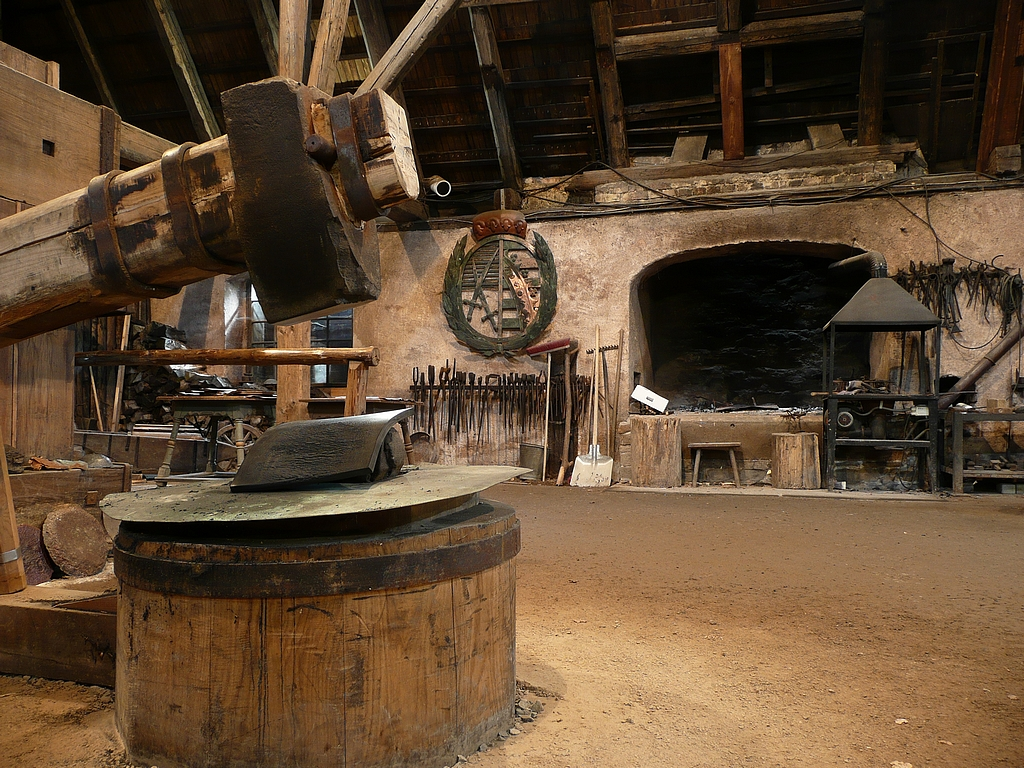
Im „Althammer“

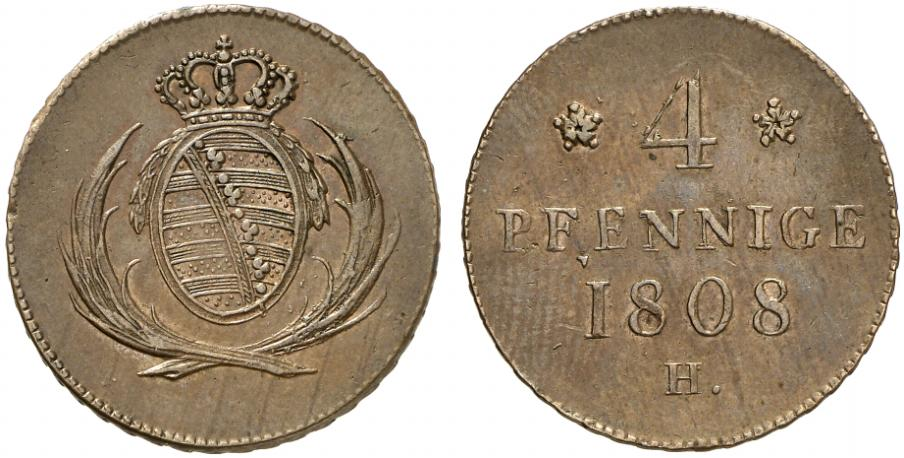
König Friedrich August I., 4 Pfennige 1808 H, Grünthal

Nach der Einführung der Ringprägung in der Münzstätte Dresden wurde die Münzprägung in der „Pfennigmünze zu Grünthal“ 1825 aus technischen Gründen endgültig eingestellt.

## Leiter der Münzstätte Grünthal
| Leiter                  | von  | bis  | Münzmeisterzeichen | Bemerkung |
| ----------------------- | ---- | ---- | ------------------ | --- |
| August Rothe            | 1621 | 1623 |                    | Hüttenschreiber und Schichtmeister                                                                                    |
| Johann Gotthelf am Ende | 1752 | 1755 |                    | |
| Johann Ernst Croll      | 1803 | 1804 | C                  | Samuel Gottlieb Helbig führte 1803/1804 mit Crollschen Stempeln noch als Saigerhüttenfaktor die ersten Prägungen aus. |
| Samuel Gottlieb Helbig  | 1804 | 1813 | SGH, H             | |
| Johann Gotthelf Studer  | 1814 | 1825 | S                  | 1825 Einstellung der Münzprägung                                                                                      |

Von 1804 bis 1825 wurden die Münzen unter der Aufsicht der Dresdner Münzmeister Croll, Helbig und Studer geprägt.

## Münzen
Die Münzen sind Belege für Münzprägungen in der Kipperzeit, der Kupfermünzenproduktion für das Königreich Polen und der späteren Kupferausmünzung für das Königreich Sachsen.